# Stanislav Govoroukhine
Stanislav Govoroukhine (Станислав Сергеевич Говорухин) est un acteur, réalisateur, scénariste et homme politique soviétique puis russe, né le 29 mars 1936 à Berezniki dans le kraï de Perm (URSS) et mort le 14 juin 2018 à Barvikha dans l'oblast de Moscou (Russie).

## Biographie
Fils d'un cosaque du Don mort pendant la campagne de décosaquisation, Stanislav Govoroukhine fait les études de géologie à l'Université de Kazan et en sort diplômé en 1958.
Après avoir commencé sa carrière comme géologue il travaille de 1959 à 1961 dans un studio de télévision à Kazan et suit les cours dans la classe de Iakov Segel (ru) à l'Institut national de la cinématographie. Il réalise pour le petit écran à partir de 1973 des adaptations de grands classiques de la littérature mondiale tels Robinson Crusoe (1973), Les Aventures de Tom Sawyer (1982), Les Enfants du capitaine Grant (1983) ou Dix petits nègres. Il tourne pour le cinéma deux films avec l'acteur Vladimir Vysotsky.
Après la Perestroika, il abandonne le cinéma de fiction pour mener une carrière politique. Il devient un des leaders du Parti démocratique de Russie. En 1990, il réalise On ne peut pas vivre comme ça (We can't like this) un documentaire-pamphlet sur la société russe, film qui lui vaut le prix du meilleur réalisateur à la cérémonie des Nikas. Il enregistre un long interview avec l'écrivain Alexandre Soljénitsyne.
Il est élu à la Douma dont il est membre de la commission culturelle. Dès 1993, il se range dans le courant national-communiste. Il soutient en 1996 Guennadi Ziouganov pendant la campagne présidentielle puis en 2000 participe aux élections présidentielles, mais est battu.
Il réalise en 1999 Le Sniper du régiment Vorochilov puis joue comme acteur en 2002 dans la série télévisée policière Jenskaïa logika (Logique de femme) avec Alissa Freindlich.
Il a été investi chef de campagne de Vladimir Poutine pour les élections présidentielles de 2012. Il a désapprouvé la décision de Poutine d'accorder la nationalité russe à Gérard Depardieu en déclarant: « Encore un ivrogne, ça me dégoûte de devoir commenter les agissements de Depardieu ». En juin 2013, il intègre le bureau directeur du « Front du peuple pour la Russie » présidé par Poutine.

## Filmographie

### Comme réalisateur

#### Cinéma
- 1964 : L'Apothicaire (en russe : Аптекарша)
- 1966 : La Verticale (Vertikal)
- 1968 : Le Jour de l'ange (День ангела, Den angela)
- 1969 : L'Explosion blanche (Белый взрыв, Belyy vzry)
- 1973 : La Vie et les aventures étonnantes de Robinson Crusoë (Жизнь и удивительные приключения Робинзона Крузо, Zhizn i udivitelnye priklyucheniya Robinzona Kruzo)
- 1974 : Contrebande (Контрабанда, Kontrabanda)
- 1979 : Le Vent de « l’espoir » (Ветер "Надежды", Veter "Nadezhdy")
- 1987 : Dix petits nègres (Десять негритят, Desiat negritiat)
- 1988 : Les Bulles de champagne (Брызги шампанского, Bryzgi shampanskogo)
- 1990 : On ne peut pas vivre comme ça (Tak zhit nelzya), documentaire
- 1992 : La Russie que nous avons perdue (Россия, которую мы потеряли, Rossiya, kotoruyu my poteryali), documentaire
- 1994 : La Grande révolution criminelle (Великая криминальная революция, Velikaya kriminal'naya revolyutsiya), documentaire
- 1999 : Le Tireur d’élite (Ворошиловский стрелок, Voroshilovskiy strelok)
- 2001 : Mark Twain's Tom Sawyer, vidéo
- 2003 : Bénie soit la femme (Blagoslovite zhenshchinu)
- 2005 : L'Homme ne vit pas que de pain (Не хлебом единым, Ne khlebom edinym)
- 2007 : L'Artiste (Артистка, Artistka)
- 2008 : La Passagère (ru) (Пассажирка, Passazhirka)
- 2010 : Dans le style du jazz (В стиле jazz, V stile jazz)
- 2013 : Week-end (Уик-энд, Week-end)
- 2015 : La Fin d'une magnifique époque (Конец прекрасной эпохи, Konets prekrasnoï epokhi)

#### Télévision
- 1979 : Il ne faut jamais changer le lieu d'un rendez-vous, mini-série (5 épisodes)
- 1981 : Les Aventures de Tom Sawyer et Huckleberry Finn (Приключения Тома Сойера и Гекльберри Финна), téléfilm
- 1986 : À la recherche du capitaine Grant (В поисках капитана Гранта), mini-série d'après Les Enfants du capitaine Grant de Jules Verne

### Comme acteur

#### Cinéma
- 1978 : Le Maréchal de la révolution de Sergueï Linkov : Général Koutiepov
- 1983 : Parmi les pierres grises (Sredi serykh kamney) de Kira Mouratova : Juge
- 1985 : Le Retour de Batterfly d'Oleg Fialko
- 1987 : Assa de Sergueï Soloviov : Krymov
- 1990 : Sukiny deti de Leonid Filatov : Sergueï Sergueïevitch Popov, écrivain
- 1991 : Et le vent revient... de Mikhaïl Kalik
- 1993 : Ankor, eshchyo ankor! de Piotr Todorovski
- 1993 : Ka-ka-du de Sergueï Gourzo
- 1995 : Pile et Face (Oryol i reshka) de Gueorgui Danielia : Zossima, chef
- 1996 : Milyy drug davno zabytykh let... de Samson Samsonov
- 2003 : Les Joies et les peines du petit lord d'Ivan Popov : le comte de Dorincourt
- 2003 : Blagoslovite zhenshchinu de lui-même : Komdiv
- 2005 : Le 9e escadron de Fiodor Bondartchouk : Kompolka v uchebke
- 2008 : La Passagère de lui-même : le consul de Russie
- 2008 : Les Reporters de Iouri Kara, vidéo
- 2011 : Lioubov-Morkov 3 de Sergueï Ginzburg : le général

#### Télévision
- 1989 : Margaret Bourke-White, téléfilm de Lawrence Schiller : German Andreïevitch
- 2002 : Logique féminine 1, téléfilm d'Eldor Ourazbaïev : Andreï Streltsov
- 2003 : Logique féminine 2, téléfilm de Sergueï Ashkenazy : Andreï Streltsov
- 2004 : Logique féminine 3, téléfilm de Sergueï Ashkenazy : Andreï Streltsov
- 2004 : Logique féminine 4, téléfilm de Viktor Boutourline : Andreï Streltsov

### Comme scénariste
Sauf mention contraire, Stanislav Govoroukhine est le réalisateur des films suivants:

#### Cinéma
- 1969 : L'Explosion blanche
- 1974 : Contrebande
- 1979 : Pirates du XXe siècle de Boris Dourov
- 1979 : Le Vent de l'espoir
- 1980 : L'Invasion de Villen Novak
- 1986 : Le Secret de Madame Vong de Stepan Poutchinian
- 1987 : Les Dix Petits Nègres
- 1988 : Bryzgi shampanskogo
- 1990 : On ne peut pas vivre comme ça, documentaire
- 1994 : Katia Ismaïlova de Valeri Todorovski
- 1994 : La Grande Révolution criminelle, documentaire
- 1995 : Le Voile noir
- 1999 : Le Tireur d'élite
- 2000 : La Fille du capitaine (Rousskiy Bount) d'Alexandre Prochkine

#### Télévision
- 1981 : Les Aventures de Tom Sawyer et Huckleberry Finn (Приключения Тома Сойера и Гекльберри Финна), téléfilm
- 1986 : À la recherche du capitaine Grant (В поисках капитана Гранта), mini-série

## Distinctions

### Récompenses
- 1990 - Festival des films du monde de Montréal : Prix du festival pour On ne peut pas vivre comme ça
- 1991 - Nika :
  - Meilleur réalisateur pour On ne peut pas vivre comme ça
  - Meilleur scénario pour On ne peut pas vivre comme ça
- Festival international du film du Caire 2004 : Pyramide d'argent pour Blagoslovite jenchtchinou
- Festival international du film « Love is Folly » de Bulgarie 2008 : Aphrodite d'or pour Artistka
- 2008 : la « Grande Tour d'Or » au festival Fenêtre sur l'Europe pour La Passagère
- 2010 : la « Grande Tour d'Or » au festival Fenêtre sur l'Europe pour In the Style of Jazz
- 2013 : la « Grande Tour d'Or » au festival Fenêtre sur l'Europe pour Weekend

- 14e cérémonie des Aigles d'or : meilleur réalisateur pour La fin de la belle époque.
- 29e cérémonie des Nika : meilleur réalisateur pour La fin de la belle époque.

### Nominations
- Nika 2000 : Meilleur film pour Vorochilovskiy strelok
- Festival international du film du Caire 2004 : Pyramide d'or pour Blagoslovite jenchtchinou
- Nika 2004 : Meilleur film pour Blagoslovite jenchtchinou